# Absolute Music 22
Absolute Music 22 er en kompilation i serien Absolute Music udgivet 26. november 1999.

## Spor
1. Ann Lee – "Voices"
2. Shaft[flertydigt link ønskes præciseret] – "(Mucho Samba) Sway"
3. Britney Spears – "(You Drive Me) Crazy"
4. Bob Marley vs. Funkstar De Luxe – "Sun Is Shining"
5. Five – "Keep On Movin'"
6. Watergate – "Heart Of Asia"
7. Multicyde feat. Anéa – "Not For The Dough"
8. Backstreet Boys – "Larger Than Life"
9. Tom Jones & The Cardigans – "Burning Down The House"
10. Westlife – "If I Let You Go"
11. Lene Marlin – "Sitting Down Here"
12. Earth, Wind & Fire – "September '99"
13. Geri Halliwell – "Mi Chico Latino"
14. A*Teens – "Super Trooper"
15. Enrique Iglesias – "Bailamos"
16. Sheryl Crow – "Sweet Child O' Mine"
17. Lou Bega – "I Got A Girl"
18. Blå Øjne – "Inderst Inde"